# Município de Windsor (condado de Ashtabula, Ohio)
O município de Windsor (em inglês: Windsor Township) é um município localizado no condado de Ashtabula no estado estadounidense de Ohio. No ano de 2010 tinha uma população de 2.279 habitantes e uma densidade populacional de 35,62 pessoas por km².

## Geografia
O município de Windsor encontra-se localizado nas coordenadas 41° 32′ 30″ N, 80° 57′ 14″ O. Segundo a Departamento do Censo dos Estados Unidos, o município tem uma superfície total de 63.98 km², da qual 63,88 km² correspondem a terra firme e (0,15 %) 0,1 km² é água.

## Demografia
Segundo o censo de 2010, tinha 2.279 habitantes residindo no município de Windsor. A densidade populacional era de 35,62 hab./km². Dos 2.279 habitantes, o município de Windsor estava composto pelo 97,37 % brancos, o 1,71 % eram afroamericanos, o 0,18 % eram amerindios, o 0,22 % eram asiáticos, o 0,13 % eram de outras raças e o 0,39 % eram de uma mistura de raças. Do total da população o 0,61 % eram hispanos ou latinos de qualquer raça.